# Campeonato Mundial de Ciclismo Urbano de 2023
El VI Campeonato Mundial de Ciclismo Urbano se celebró en Glasgow (Reino Unido) entre el 5 y el 12 de agosto de 2023, bajo la organización de la Unión Ciclista Internacional (UCI) y la Unión Ciclista Británica.
Las competiciones se realizaron en el parque Glasgow Green de la ciudad escocesa.

## Medallistas

### Masculino
| Evento                            | Oro                                    | Plata                             | Bronce                                |
| --------------------------------- | -------------------------------------- | --------------------------------- | ------------------------------------- |
| Trials 20″ (12.08)                | Alejandro Montalvo · España · 250 pts. | Borja Conejos · España · 250 pts. | Charlie Rolls Reino Unido 190 pts.    |
| Trials 26″ (12.08)                | Jack Carthy Reino Unido 210            | Oliver Widmann · Alemania · 210   | Martí Vayreda Vendrell · España · 180 |
| BMX estilo libre parque (07.08)   | Kieran Reilly Reino Unido 95,80        | Logan Martin Australia 95,30      | Nick Bruce Estados Unidos 93,90       |
| BMX estilo libre flatland (10.08) | Yu Shoji Japón 94,16                   | Kio Hayakawa Japón 91,16          | Matthias Dandois Francia 88,00        |

### Femenino
| Evento                            | Oro                                    | Plata                                      | Bronce                               |
| --------------------------------- | -------------------------------------- | ------------------------------------------ | ------------------------------------ |
| Trials 20″/26″ (12.08)            | Nina Reichenbach · Alemania · 210 pts. | Vera Barón · España · 190 pts.             | Alba Riera Roura · España · 180 pts. |
| BMX estilo libre parque (07.08)   | Hannah Roberts Estados Unidos 91,04    | Sun Sibei China 89,10                      | Zhou Huimin China 87,90              |
| BMX estilo libre flatland (10.08) | Aude Cassagne Francia 87,66            | Moda Santiago de Oliveira · Brasil · 84,50 | Kirara Nakagawa Japón 82,66          |

### Mixto
| Evento                     | Oro                                                                                                  | Plata                                                                                     | Bronce                                                                           |
| -------------------------- | --- | ----------------------------------------------------------------------------------------- | -------------------------------------------------------------------------------- |
| Trials por equipos (09.08) | Borja Conejos · Daniel Barón · Daniel Cegarra · Víctor Pérez Zamora · Vera Barón · España · 810 pts. | Robin Berchiatti Vincent Hermance Luka Pasturel Louis Grillon Nina Vabre Francia 680 pts. | Oliver Weightman Charlie Rolls Adam Morewood Elliott Cooper Reino Unido 600 pts. |

## Medallero
| Núm. | País           | Oro | Plata | Bronce | Total |
| ---- | -------------- | --- | ----- | ------ | ----- |
| 1    | España         | 2   | 2     | 2      | 6     |
| 2    | Reino Unido    | 2   | 0     | 2      | 4     |
| 3    | Francia        | 1   | 1     | 1      | 3     |
| 3    | Japón          | 1   | 1     | 1      | 3     |
| 5    | Estados Unidos | 1   | 0     | 1      | 2     |
| 6    | Alemania       | 1   | 1     | 0      | 2     |
| 7    | China          | 0   | 1     | 1      | 2     |
| 8    | Australia      | 0   | 1     | 0      | 1     |
| 8    | Brasil         | 0   | 1     | 0      | 1     |
|      | TOTAL          | 8   | 8     | 8      | 24    |